# النقل في المملكة المتحدة

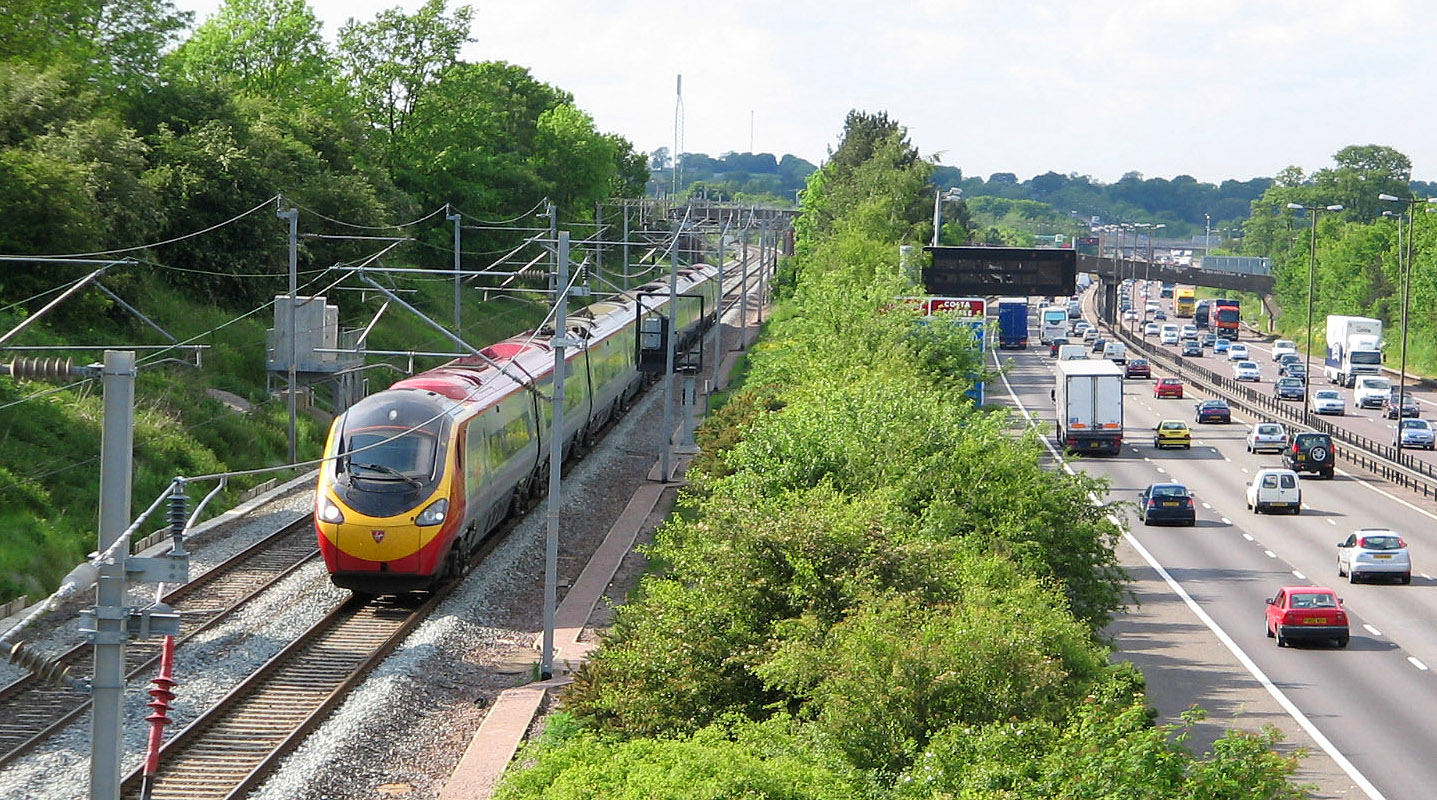
خط سكة حديد الساحل الغربي الرئيسي.

يتميز النقل في المملكة المتحدة بالنقل البري بالطرق والسكك الحديدية والنقل الجوي والنقل المائي. يبلغ إجمالي طول شبكة الطرق الشعاعية الرئيسية 29145 ميلًا (46904 كم) والطرق السريعة 2173 ميلًا (3497 كم) والطرق المعبدة 213750 ميلًا (344000 كم). تنقل شبكة الخطوط الحديدية الوطنية التي يبلغ طولها 10072 ميلًا (16116 كم) في بريطانيا العظمى و189 ميلًا (303 كم) في إيرلندا الشمالية أكثر من 18000 مسافر و1000 قطار شحن يوميًا. وتوجد شبكات الخطوط الحديدية داخل المدن في بلفاست وبرمنغهام وكارديف وإدنبرا وغلاسكو وليفربول ولندن ومانشستر ونيوكاسل. هناك العديد من المطارات الإقليمية والدولية، إذ يعتبر مطار هيثرو في لندن أحد أكثر المطارات ازدحامًا في العالم. تملك المملكة المتحدة أيضًا شبكة من الموانئ استقبلت أكثر من 558 مليون طن من البضائع بين عامي 2003-2004.

## ميول النقل
منذ عام 1952 (وهو أول تاريخ تتوفر فيه أرقام قابلة للمقارنة)، شهدت المملكة المتحدة نموًا في استخدام السيارات، ما أدى إلى زيادة نصيبها من وسائط النقل المشتركة، في حين انخفض استخدام الحافلات، وتزايد استخدام الخطوط الحديدية ببطء. ومع ذلك، منذ التسعينيات، بدأت تزداد حصة النقل بالخطوط الحديدية على حساب السيارات، إذ ارتفعت من 5٪ إلى 10٪ بواحدة كيلومتر لكل راكب. تزامن هذا مع خصخصة الخطوط الحديدية البريطانية، ولكن يُعد تأثيرها موضع نقاش حاد.
في عام 1952، كانت نسبة 27٪ من المسافة المقطوعة بالسيارة الخاصة أو سيارة الأجرة. و42٪ بالباص أو الحافلة و18٪ بالسكك الحديدية. و11٪ إضافية بالدراجة الهوائية و3٪ بالدراجة النارية. أما المسافة المقطوعة عن طريق الجو فكانت ضئيلة.
بحلول عام 2015، أصبحت نسبة 83٪ من المسافة مقطوعة بالسيارة الخاصة أو سيارة الأجرة، و5٪ بالحافلة و10٪ بالسكك الحديدية. أما عن طريق الجو والدراجات الهوائية والنارية فكانت النسبة 1٪ لكل منها. من حيث المسافة المقطوعة للركاب، يحتل النقل بالسيارة والدراجات النارية وسيارات الأجرة ما يزيد عن 662 مليار كم لكل راكب، و78 مليار عن طريق الخطوط الحديدية، و39 مليار عن طريق الباص، و5 مليارات عن طريق الدراجات الهوائية، و9 مليارات سائح على متن الرحلات الجوية المحلية.
زاد نقل الركاب في السنوات الأخيرة. توضح الأرقام الصادرة عن وزارة النقل أن إجمالي المسافة التي قطعها المسافرين داخل المملكة المتحدة ارتفع من 403 مليار كم في عام 1970 إلى 793 مليار كم في عام 2015.
خضع نقل الشحنات لتغييرات مماثلة، إذ زاد حجم النقل وتحول من النقل بالسكك الحديدية إلى النقل بالطريق. في عام 1953، نُقل 89 مليار طن من البضائع، وشكلت السكك الحديدية نسبة 42٪، والطرق 36٪ والمياه 22٪. بحلول عام 2010، زاد حجم الشحنات المنقولة إلى أكثر من الضعف ليصل إلى 222 مليار طن، منها 9٪ نقلت بالسكك الحديدية، و19٪ عن طريق المياه، و5٪ عن طريق الأنابيب و68٪ من خلال الطرق. على الرغم من ازدياد حجم البضائع المنقولة بالكيلومتر (طن لكل كم)، إلا أن التكاليف البيئية الخارجية للشاحنات وسيارات النقل في المملكة المتحدة قد انخفضت. بين عامي 1990 و2000، تحول الشحن إلى مركبات الشحن الثقيلة بسبب التغيرات الكبيرة في صناعة النقل بالعربات الذي شمل التحول في نقل المبيعات إلى المركبات المفصلية الأكبر. ضمنت المبيعات الإجمالية الأكبر من الوسطية الظهور السريع للمركبات الجديدة والنظيفة في المملكة المتحدة.
على الرغم من أن انخفاض استخدام السكك الحديدية أدى إلى انخفاض في طول شبكة السكك الحديدية، إلا أن طول شبكة الطرق لم يزدد بما يتناسب مع الزيادة في استخدام الطرق. وفي حين أن طول شبكة السكك الحديدية قد انخفض إلى النصف من 19471 ميلًا (31336 كم) في عام 1950 إلى 10014 ميلًا (16116 كم) اليوم، زاد طول شبكة الطرق الرئيسية فقط من 44710 ميل (71950 كم) في عام 1951 إلى 50893 ميلًا (81904 كم) في عام 1990، وانخفض قليلاً إلى 50265 ميلًا (80894 كم) بحلول عام 2010. في عام 2008، ذكرت وزارة النقل أن الازدحام المروري هو واحد من أخطر مشاكل النقل التي تواجه المملكة المتحدة. ووفقًا لتقرير إدنغتون لعام 2006 الذي ترعاه الحكومة، فإن الطرق المختنقة معرضة لأن تصبح مزدحمة إلى درجة أنها قد تلحق الضرر بالاقتصاد.

## النقل الجوي

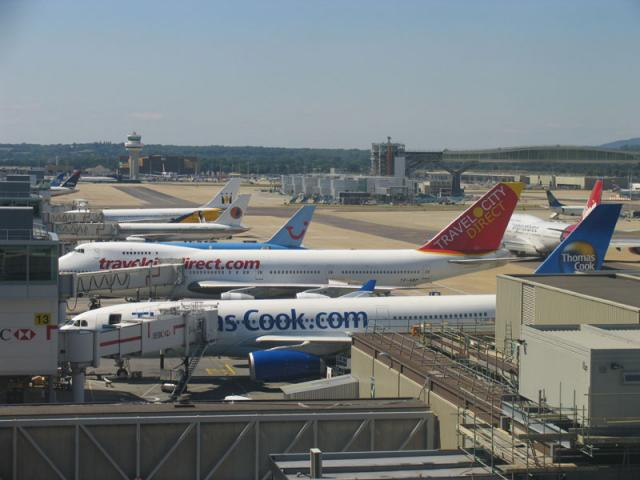
المحطة الجنوبية لمطار جاتويك

يوجد 471 مطارًا ومهبطًا في المملكة المتحدة، 334 منها معبدة. كما يوجد أيضًا 11 مهبط هليكوبتر (حسب تقديرات CIA 2004). مطار هيثرو هو أكبر مطار في المملكة المتحدة من حيث حجم الحركة، وتملكه شركة مطار هيثرو القابضة، وهو أحد أكثر المطارات ازدحامًا في العالم. مطار غاتويك هو ثاني أكبر مطار مملوك لشركة غلوبل إنفرستركتشر بارتنرز. أما ثالث أكبر مطار هو مطار مانشستر والذي تديره مجموعة مطار مانشستر، والتي تملك أيضًا العديد من المطارات الأخرى.
تشمل المطارات الرئيسية الأخرى مطار ستانستيد في إسيكس ومطار لندن لوتون في بيدفوردشير، كلاهما على بعد حوالي 30 ميل (48 كم) شمال لندن، ومطار برمنغهام في سوليهال، ومطار نيوكاسل، ومطار ليفربول، ومطار بريستول. وخارج إنجلترا، يوجد مطار كارديف، ومطار إدنبرا ومطار بلفاست الدولي، وهي المطارات الأكثر ازدحامًا التي تخدم ويلز واسكتلندا وأيرلندا الشمالية على التوالي.
تعتبر إيزي غيت أكبر شركة طيران في المملكة المتحدة من حيث حركة المسافرين، في حين أن الخطوط الجوية البريطانية هي الأكبر من حيث حجم الأسطول والوجهات الدولية. ومن الشركات الأخرى فلايبي، بي إم آي الإقليمية، جِت 2، تي يو آي إيرويز وفيرجن أتلانتيك.

## النقل بالسكك الحديدية
تتكون شبكة السكك الحديدية في المملكة المتحدة من جزأين مستقلين، هما إيرلندا الشمالية وبريطانيا العظمى. منذ عام 1994، رُبطت بريطانيا العظمى بالبر الرئيسي لأوروبا عبر نفق المانش. حيث تتصل شبكة إيرلندا الشمالية بشبكة جمهورية إيرلندا. تنقل شبكة السكك الحديدية الوطنية التي يبلغ طولها 10072 ميلًا (16209 كم) في بريطانيا العظمى و189 ميلًا (303 كم) في إيرلندا الشمالية 1.7 مليار مسافر و110 مليون طن من البضائع سنويًا. كما تم تطوير شبكات السكك الحديدية داخل المدن بشكل جيد في لندن وعدة مدن أخرى. بلغ طول السكك الحديدية أكثر من 30000 ميل (48000 كم) في المملكة المتحدة، ولكن، تناقص معظمها بين الفترة من عام 1955 إلى 1975، والكثير منها بعد تقرير مستشار الحكومة ريتشارد بيتشينج في منتصف الستينيات (المعروف باسم تخفيضات بيتشينغ). احتلت المملكة المتحدة المرتبة الثامنة من بين أنظمة السكك الحديدية الأوروبية الوطنية في مؤشر أداء السكك الحديدية الأوروبي لعام 2017 الذي قيّم كثافة الاستخدام وجودة الخدمة والسلامة. على الرغم من أن نظام السكك الحديدية في المملكة المتحدة كان له تصنيف ممتاز للسلامة، إلا أن تصنيفه لكثافة الاستخدام كان جيدًا فقط نظرًا لانخفاض مستوى استخدام الشحن، كما أن جودة خدمته كانت سيئة نظرًا لارتفاع الأسعار وانخفاض دقة مواعيد القطارات الإقليمية نسبيًا.

### بريطانيا العظمى
تُعد شبكة السكك الحديدية في بريطانيا العظمى أقدم شبكة من نوعها في العالم. يتكون النظام من خمسة خطوط رئيسية عالية السرعة (الساحل الغربي، الساحل الشرقي، ميدلاند، غرب وشرق بريطانيا العظمى)، والتي تنطلق من لندن إلى بقية أنحاء البلاد، ومدعومة بخطوط السكك الحديدية الإقليمية وشبكات نقل الركاب الكثيفة داخل المدن الكبيرة. الخط هاي سبيد 1 منفصل من الناحية العملية عن بقية الشبكة، وهو مصمم وفقًا لمعايير نظام TGV في فرنسا.